# Мембрански потенцијал
Мембрански потенцијал (или потенцијал мировања) постоји на ћелијској мембрани готово свих ћелија. Настаје услед различите концентрације јона са обе стране ћелијске мембране, као и различите пропустљивости ове мембране за јоне. Мембрански потенцијал је битан за настанак и преношење нервних импулса, као и за мембрански транспорт.
Осим последње две, које се јављају у ексцитабилним ћелијама (неурони, мишићи и неке секреторне ћелије у жлездама), мембрански напон у већини неексцитабилних ћелија такође може да се промени као одговор на стимулусе из околине или унутарћелијске стимулације. Потенцијал мировања постоји због разлика у пермеабилностима мембране за јоне калијума, натријума, калцијума и хлорида, који су резултат функционалне активности различитих јонских канала, јонских транспортера и измењивача. Конвенционално, потенцијал мембране у мировању се може дефинисати као релативно стабилна, приземна вредност трансмембранског напона у животињским и биљним ћелијама.
Пошто је пермеабилност мембране за калијум много већа од оне за друге јоне, и због јаког хемијског градијента за калијум, јони калијума теку из цитосола у екстрацелуларни простор носећи позитивно наелектрисање, све док се њихово кретање не избалансира нагомилавањем негативан набој на унутрашњој површини мембране. Опет, због високе релативне пермеабилности за калијум, резултујући мембрански потенцијал је скоро увек близак потенцијалу преокретања калијума. Али да би се овај процес догодио, мора се прво поставити градијент концентрације калијумових јона. Овај посао обављају јонске пумпе/транспортери и/или измењивачи и углавном га напаја АТП.
Неједнака дистрибуција наелектрисаних честица на спољашњој средини и унутрашњој страни условљава потенцијалну разлику између аксоплазме и екстрацелуларне течности. У условима када нервна ћелија није активирана, тј. када се кроз њу кроз њу не простире нервни импулс, ова потенцијална разлика се зове потенцијал мировања. Потенцијал мировања директно је измерен код многих неурона и његова се вредност креће између -60 и -75 mV, при чему је установљено да је унутрашња страна неуронске мембране тј. страна окренута аксоплазми негативно наелектрисана, док је спољашња страна мембране електропозитивна.

## Историја
Луиђи Галвани је утврдио да између повређене и неповређене површине мишића постоји потенцијална разлика коју је он назвао демаркациони потенцијал, односно потенцијал повреде. Разматрајући Галванијеве експерименте, Јулијус Бернстајн је крајем 19. века и почетком 20. тврдио да демаркациони потенцијал није последица повреде, већ да је то потенцијална разлика која је иначе у одсуству било какве лезије (оштећења) постоји између унутрашњости ексцитабилних ћелија и спољашње средине тј. између интрацелуларног и екстрацелуларног. Бернстајн је израчунао и стварну вредност те потенцијалне разлике и дао теоријско објашњење узрока поларизованости нервних ћелија и мишићних.
Данас је сасвим директно утврђено да је мембрана свих неурона поларизована: око њене спољашње и унутрашње површине се налазе позитивно и негативно наелектрисане честице при чему су са њене спољашње стране у вишку позитивне, а унутра негативно наелектрисане ћелије.

## Мембрански потенцијал изазван дифузијом
Концентрација јона калијума је интрацелуларно веома висока, док је екстрацелуларно ниска. Услед тога се јавља велики концентрациони градијент и јони калијума природно теже да дифундују из унутрашњости ћелије у спољашњу средину. Натријум је главни јон екстрацелуларне средине, док га интрацелуларно има само у ниској концентрацији. Јони натријума природно теже да дифундују у унутрашњост ћелија.
Ћелијска мембрана садржи доста јонских канала, пре свега натријумских и калијумских кроз које се ови јони могу кретати. У стању мировања је већина натријумских канала затворена, а калијумских отворена. Услед тога је у мировању мембрана око 100 пута пропустљивија за калијум него за натријум.
Зато ће јони калијума напуштати ћелију и одлазити у спољашњу средину носећи са собом позитивно наелектрисање, тако да ће унутар ћелије остати негативно наелектрисање у вишку. Јони натријума такође дифундују ка унутрашњости ћелије носећи са собом позитивно наелектрисање, али у доста мањој концентрацији, тако да неће компензовати ову разлику потенцијала која настаје одласком калијумових јона.
Треба узети у обзир и негативне јоне, пре свега јоне хлора који се такође могу кретати кроз ћелијску мембрану, али је она у стању мировања слабо пропустљива за ове јоне.

### Израчунавање мембранског потенцијала
Претпоставимо да је ћелијска мембрана пропустљива само за јоне калијума. Због великог концентрационог градијента они ће се кретати из унутрашњости ћелије према спољашњости. Јони калијума носе са собом позитивно наелектрисање стварајући стање електропозитивности у спољашњој средини, а електронегативности унутар ћелије. Како позитивни потенцијал споља расте, сада он одбија нове калијумове јоне (који су позитивно наелектрисани) да дифундују кроз мембрану, иако постоји концентрациони градијент, јер се јавља електрични градијент који доприноси успостављању равнотеже. Овај потенцијал потребан да заустави даљу дифузију износи за калијумове јоне око 94 mV (код нормално дебелог нервног влакна) са негативношћу унутар ћелијске мембране.
Претпоставимо сада да је ћелијска мембрана пропустљива само за јоне натријума. Пошто ја њихова концентрација споља већа они теже да дифундују у унутрашњост ћелије, носећи са собом позитивно наелектрисање. Дифузија натријума ствара електропозитивност унутар ћелије, електронегативност споља. Како јони натријума све више дифундују јавља се мембрански потенцијал који одбија нове натријумове јоне од даље дифузије, иако постоји концентрациони градијент. Тај потенцијал за јоне натријума износи око 61 mV, са позитивношћу унутар ћелијске мембране. Овај потенцијал, потребан да се заустави дифузија (за натријум и калијум) се зове Нернстов потенцијал.
Нернстов потенцијал одређује концентрација јона са обе стране ћелијске мембране, што је градијент већи, већи је и Нернстов потенцијал.
За израчунавање овог потенцијала користи се Нернстова једначина (за одређени јон при нормалној температури од 37 °C):
Ψ-мембрански потенцијал
iC-концентрација јона интрацелуларно;
oC-концентрација јона екстрацелуларно
Када се узме у обзир да је концентрација калијумових јона споља 4 mmol/l а унутра око 140 mmol/l онда се може израчунати Нернстов потенцијал за калијум и то је -94 mV.
Концентрација натријумових јона је споља 142 mmol/l, а унутар ћелије 14 mmol/l, Нернстов потенцијал за натријум износи +61 mV.

### Мировни и акциони мембрански потенцијал

#### Мировни мембрански потенцијал
Уколико узмемо у обзир да је ћелијска мембрана у стању мировања пропустљива за више различитих јона (што је случај у стварности) тада Нернстов потенцијал не зависи само од концентрационог градијента датих јона, већ и од пермеабилности мембране за сваки јон и поларности његовог наелектрисања. Пермеабилност ћелијске мембране је у овом стању мировања највећа за јоне калијума (око 100 пута већа него за јоне натријума), тако да јони калијума највећим делом одређују мировни мембрански потенцијал.
За израчунавање овог потенцијала користи се Голдманова једначина. Она узима у обзир најбитније јоне: натријум, калијум и хлорид који учествују у стварању мембранског потенцијала и представља проширење Нернстове. Једначина гласи:
{\displaystyle \Psi (mV)=\ {-61}\log {\frac {C(Na)\cdot iP(Na)+C(K)\cdot iP(K)+C(Cl)\cdot oP(Cl)}{C(Na)\cdot oP(Na)+C(K)\cdot oP(K)+C(Cl)\cdot iP(Cl)}}}
- Ψ-мембрански потенцијал
- C-концентрација јона: Na-натријум; K-калијум; Cl-хлорид
- i-унутра (интрацелуларно)
- o-споља (екстрацелуларно)
- P-пермеабилитет мембране

Употребом Голдманове једначине добијамо вредност мировног мембранског потенцијала од -86 mV.
Овој вредности треба додати и допринос натријумско-калијумске пумпе, која испумпа напоље 3 натријумова јона, а убаци у ћелију 2 калијумова јона што ствара потенцијал од око -4 mV (јер се више јона избаци него убаци у ћелију).
Тако да би укупни мировни мембрански потенцијал у дебелим нервним влакнима и мишићним ћелијама био око -90 mV.

#### Акциони потенцијал
Нервни сигнали се преносе путем акционог потенцијала.
Акциони потенцијал настаје наглом променом потенцијала мировања. Овај процес се зове деполаризација. Акциони потенцијал обично траје кратко и завршава се враћањем потенцијала у стање потенцијала мировања-реполаризација.
Деполаризација представља наглу промену мировног потенцијала. У том тренутку се отварају брзи натријумски и спори калцијумски канали, а затварају калијумски тако да позитивни јони натријума и калцијума улазе великом брзином у ћелију. Сада је пропустљивост мембране за јоне натријума око 5 000 пута већа него за јоне калијума. Они носе са собом позитивно наелектрисање, тако да потенцијал унутар ћелије постаје позитивнији.
Када се ове вредности сада унесу у Голдманову једначину добија се вредност акционог потенцијала око 0 mV (некад мало мање, некад више).
Натријумски канали се убрзо затварају, а калијумски поново отварају чиме се потенцијал враћа у пређашње стање. Овај процес је реполаризација.

## Јонска основа потенцијала мировања
На основу података добијених мерењем амплитуде демаркационог потенцијала, као и на основу биохемијских анализа неуронске протоплазме. Бернстајн је изнео претпоставку да је у мировању неуронска мембрана преамбилна за позитивно наелектрисане јоне калијума који се могу кроз њу дифундовати, а да је непропустљива за друге јоне. Неједнака дистрибуција јона на двема странама мембране нервне ћелије условила би потенцијалну разлику, односно мембрански потенцијал.
На основу каснијих прецизнијих биохемијских анализа садржине аксоплазме, посебно гигантских нервних влакана сипе, установљено је да између унутрашње садржине нервне ћелије и екстрацелуларне течности заиста постоје значајне разлике у погледу концентрације појединих јона. Јони калијума су концентрисани у унутрашњости ћелије, а у екстрацелулураној течности се налази више натријума и хлора. У аксоплазми се осим калијума налази и већа количина негативно наелектрисаних органских анјона којих иначе нема у спољашњој средини.
| Врста јона | Интрацелуларна mM/kg H2O | Екстрацелуларна mM/kg H2O | Однос између екстра и интрацелуларне концентрације |
| ---------- | ------------------------ | ------------------------- | -------------------------------------------------- |
| K          | 400                      | 20                        | 1/20                                               |
| Na         | 50                       | 440                       | 9/1                                                |
| Cl         | 50                       | 550                       | 11/1                                               |
| A          | 350                      | 0                         | /                                                  |

Разлика у распореду јона на двема странама мембране условљена је специфичном липидно-протеинском структуром неуронске мембране. Она је у ствари непермеабилна баријера кроз коју се јони могу кретати само кроз ретко распоређене поре (отворе) за чији назив се користи и термин јонски канал. Јонски канали су специјализовани протеини који пропуштају поједине јоне на основу њихових особина, међу њима и њихове величине. Канали су специјализовани за једну врсту јона који кроз њих слободно пролазе.
Јонске канале отвара само ефикасни стимулус, односно промена потенцијала мембране. Јонски канали чије отварање зависи од промене мембранског потенцијала називају се волтажно-зависни јонски канали. Поред ових јонских канала на одређеним местима на мембрани, постоји и друга категорија канала које отварају хемијске материје, односно неуротрансмитери. Ти јонски канали називају се канали зависни од неуротрансмитера.

## Мерење мембранског потенцијала
За мерење мембранског потенцијала потребно је поставити две микроелектроде на две различите стране ћелијске мембране. Због самих димензија ћелија овај процес је тешко изводљив у пракси.
Мала пипета напуњена раствором калијум хлорида увуче се кроз ћелијску мембрану у унутрашњост ћелије или нервног влакна (једноставније).
Друга електрода, индиферентна микроелектрода се поставља у екстрацелуларну течност и путем малог волтметра се мери мембрански потенцијал.